# Kasutera

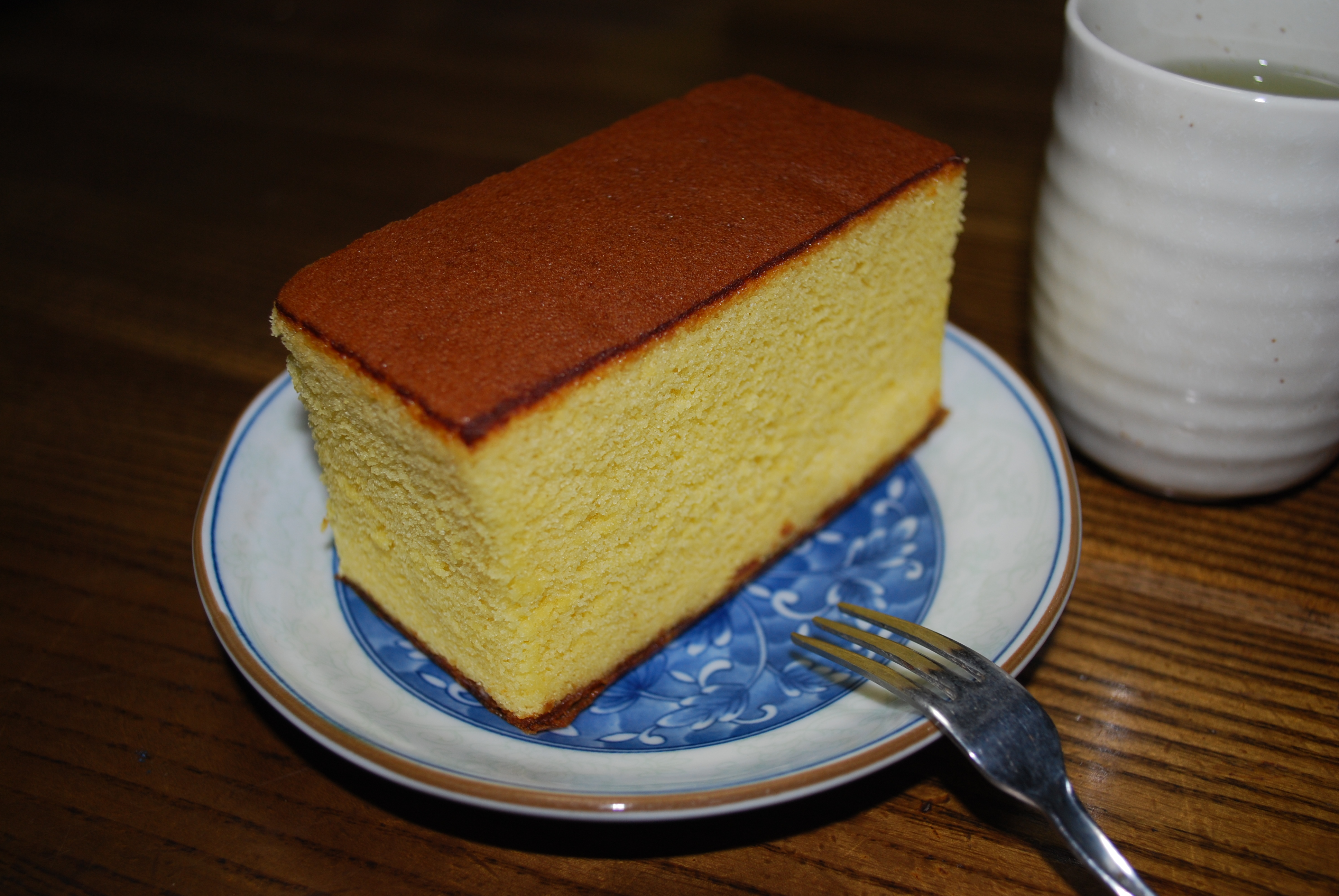
Kasutera ou castella de Nagasaki

O castella ou kasutera (カステラ) é um bolo japonês feito à base de açúcar, farinha, ovos e xarope de milho, muito apreciado em festividades e como comida de rua. De origem na gastronomia portuguesa, é semelhante ao pão-de-ló de Portugal, e é hoje uma especialidade tradicional de Nagasaki.
O bolo foi trazido inicialmente por mercadores portugueses no século XVI.  O seu nome procederá da língua portuguesa pão de Castela, existindo tipos parecidos de bolos chamados de forma similar,  como o francês pain d'Espagne, o italiano pan di Spagna e o grego pantespani, sendo que o reino de Castela abarcava o centro de Espanha. Outra teoria refere que o nome pode ter origem no facto de o bolo ser preparado com claras batidas "em castelo".
O castella vende-se geralmente em caixas grandes, com cada bolo com aproximadamente 27 cm de largura. O seu parente mais próximo é o referido Pão-de-ló português.

## História

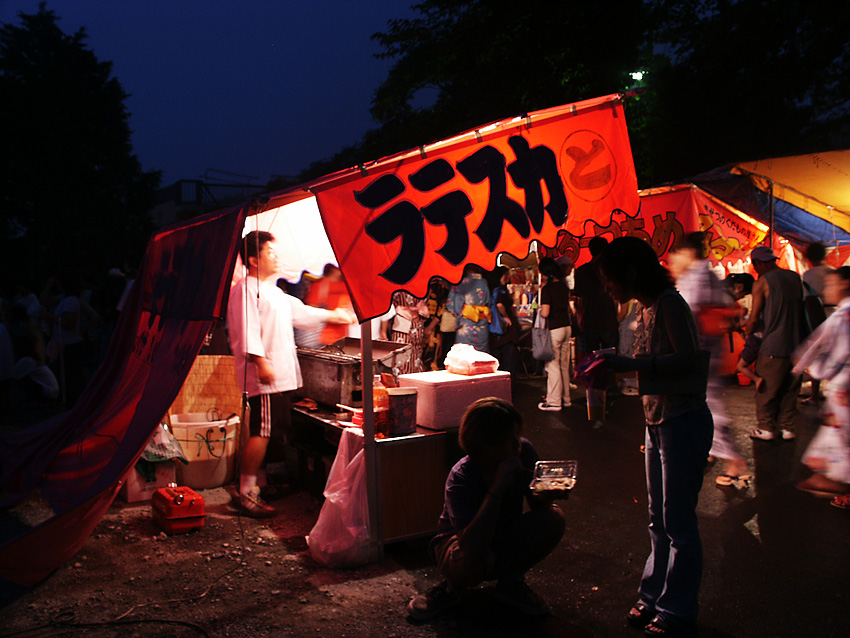
Posto de venda de castella num festival em Hakone, Kanagawa.

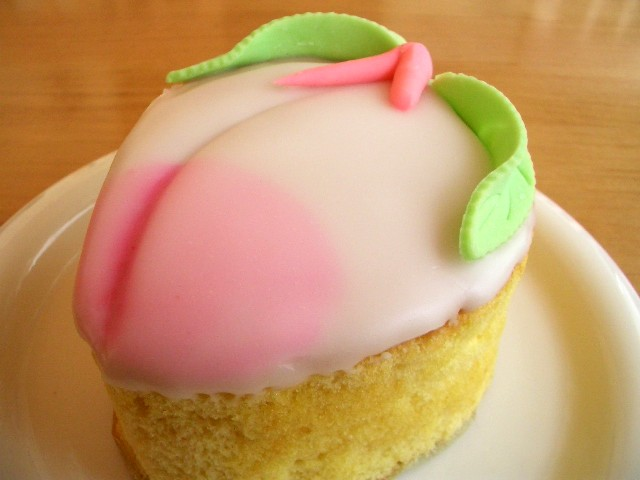
Porção individual de castella.

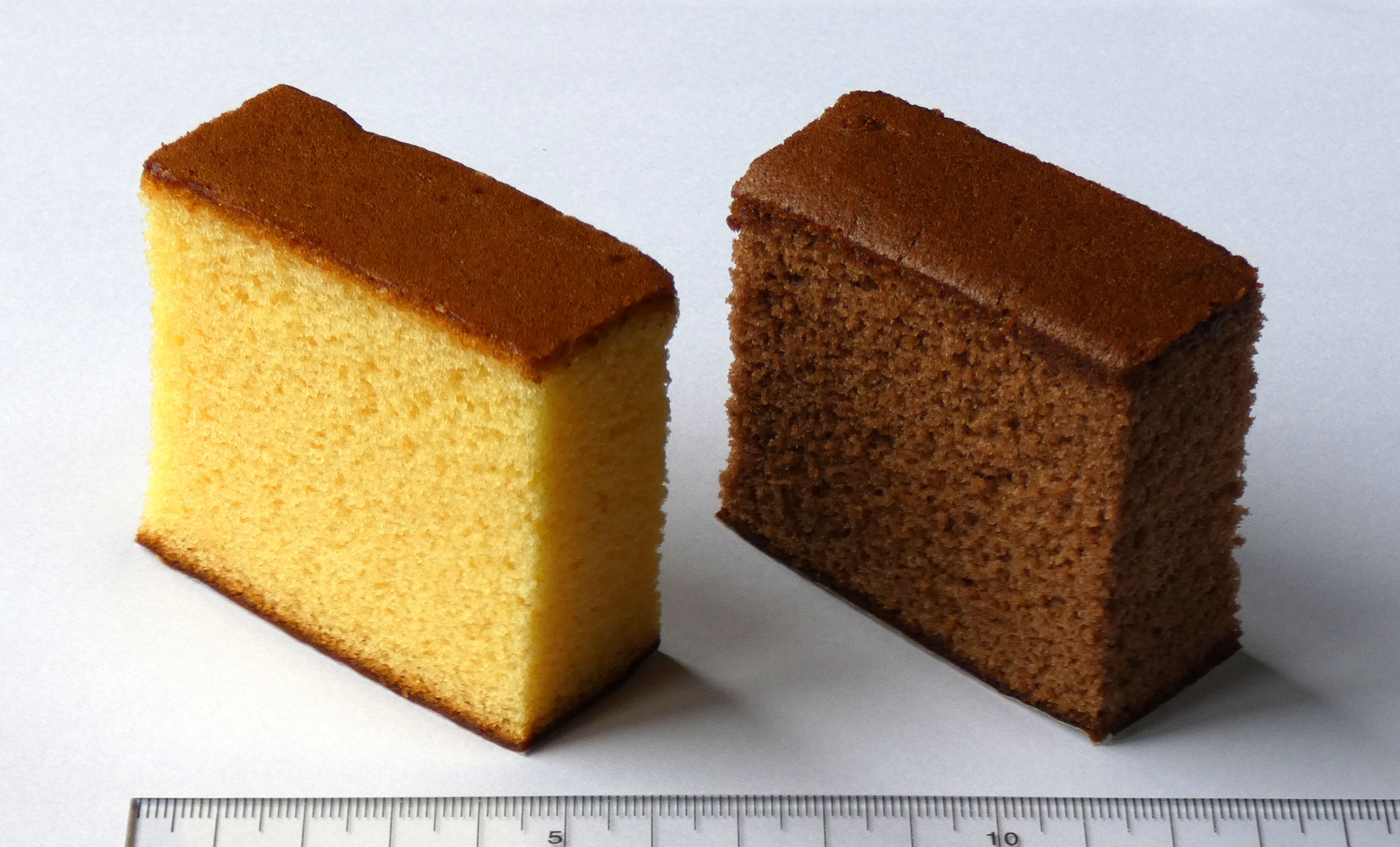
Castella normal e chocolate

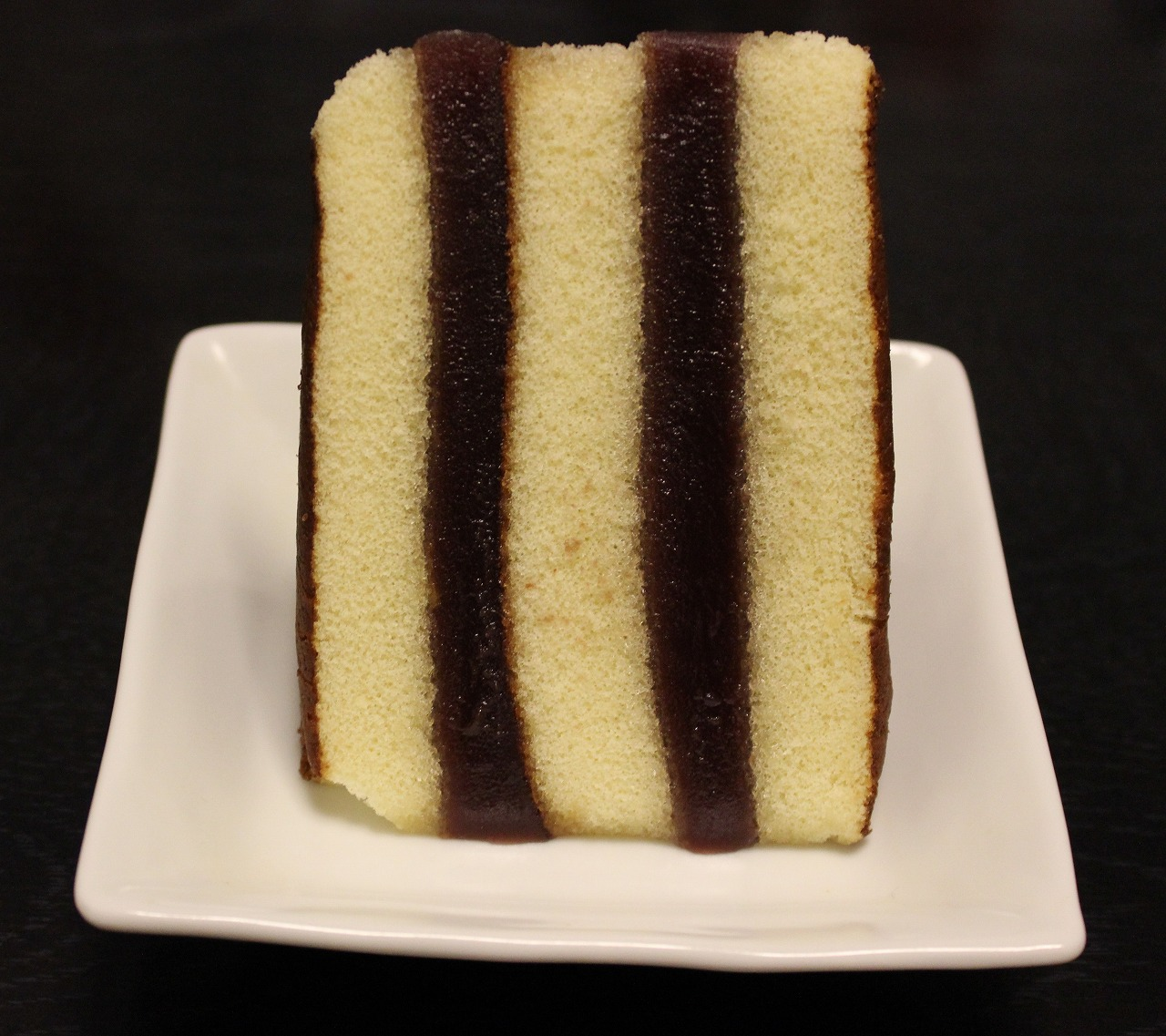
Castella com yōkan, é chamado de "Sibéria" no Japão

Em 1543, durante as Descobertas, mais exactamente por causa dos "descobrimentos portugueses", foram estes os primeiros europeus a aportar no Japão. Pouco depois iniciaram as suas actividades comerciais e missionárias.
E Nagasaki foi o porto de mar japonês em que mais se desenvolveram essas trocas comerciais e de saber.
Os portugueses introduziram aí muitos artigos até então desconhecidos: mosquetes, botões, sabão, tabaco, abóboras e doces, como os confeitos e este castella.
Era um artigo gastronómico que se podia conservar durante bastante tempo, o que era útil aos marinheiros que permaneciam meses no mar.
Na era Edo, devido em parte ao preço elevado do açúcar no Japão, era um luxo. Quando o embaixador do Imperador do Japão era convidado, o shogunato Tokugawa obsequiava-o com o castella.

## Castelo taiwanês
Castella foi introduzido pela primeira vez em Taiwan durante a era de Taiwan sob o domínio japonês. Em 1968, Ye Yongqing, proprietário de uma padaria japonesa em Taipei chamada Nanbanto, fez parceria com a empresa japonesa Nagasaki Honpu para estabelecer um negócio de castella.
A castella de estilo taiwanês é geralmente mais parecida com um suflê do que a variedade japonesa com um centro semelhante a um creme. Uma especialidade de Tamsui é um simples bolo castela em forma de almofada. O castella de estilo taiwanês foi introduzido no Japão.
Com os anos a receita foi aperfeiçoada, com o sabor adaptado aos paladares taiwanês. O castella tradicional é confeccionado com ingredientes naturais, com o sabor simples favorito de muitos japoneses. Há contudo muitas variedades com ingredientes: polvilhado com chá verde, com açúcar mascavado ou mel. Por vezes é moldado em formas variadas, e em porções individuais, muito populares nas festas.

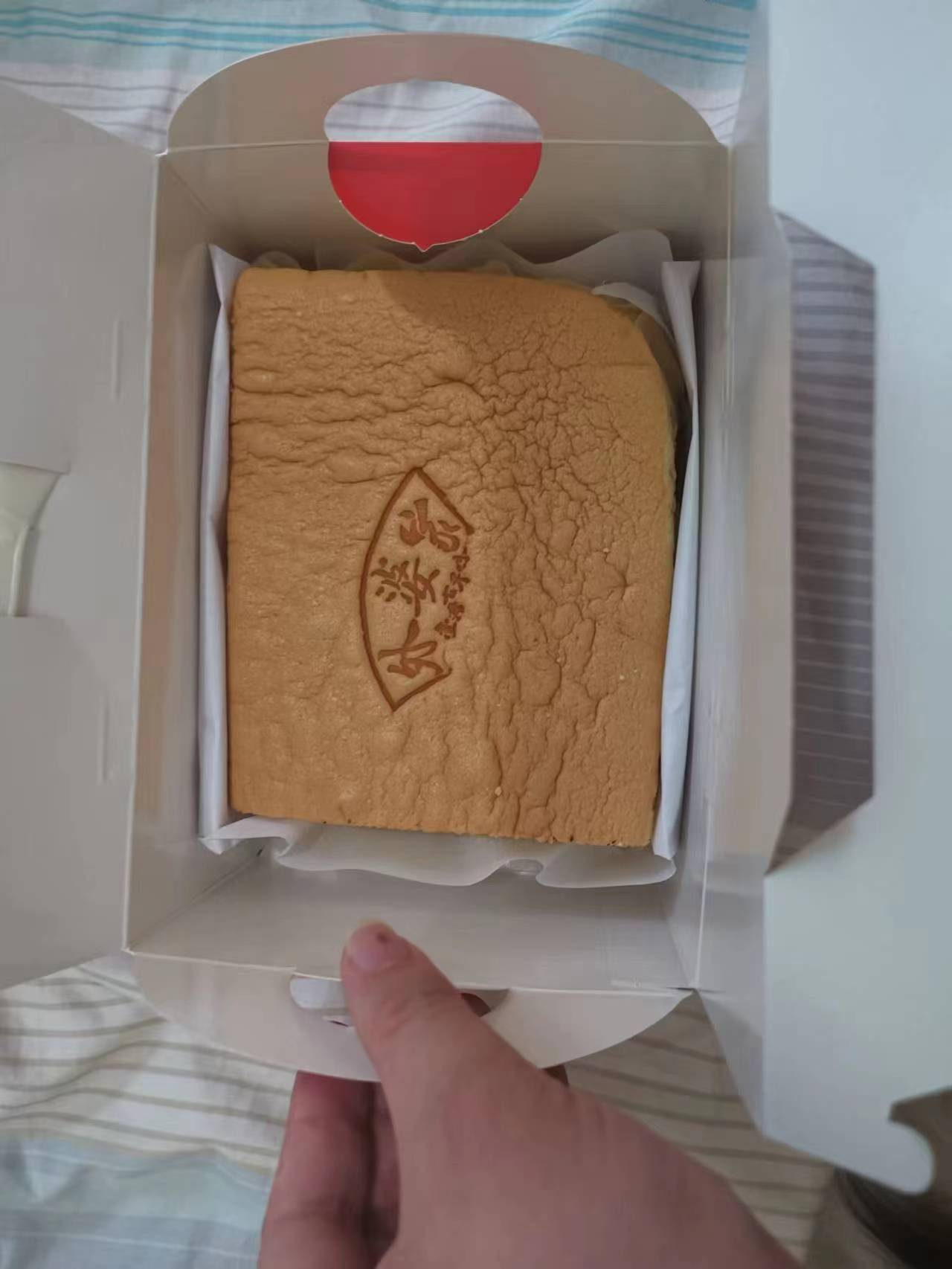
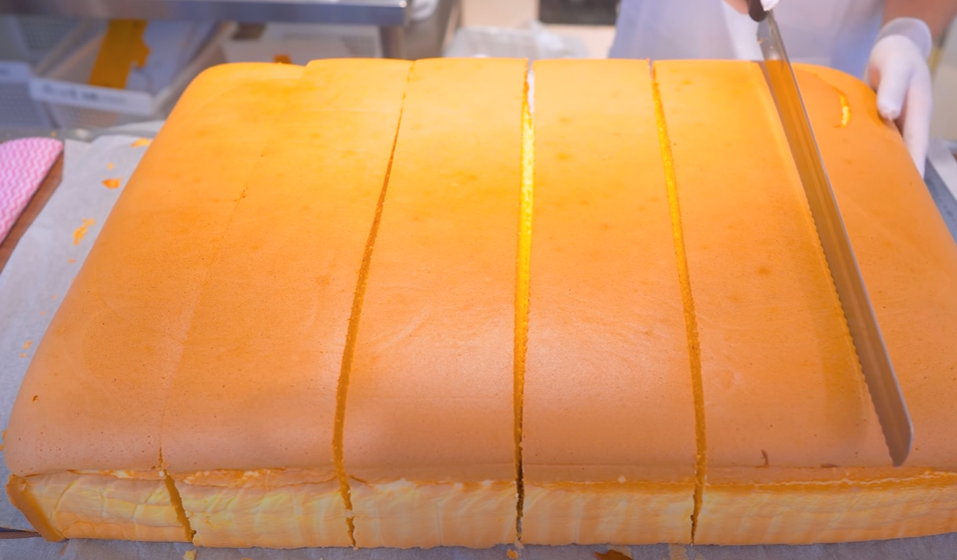
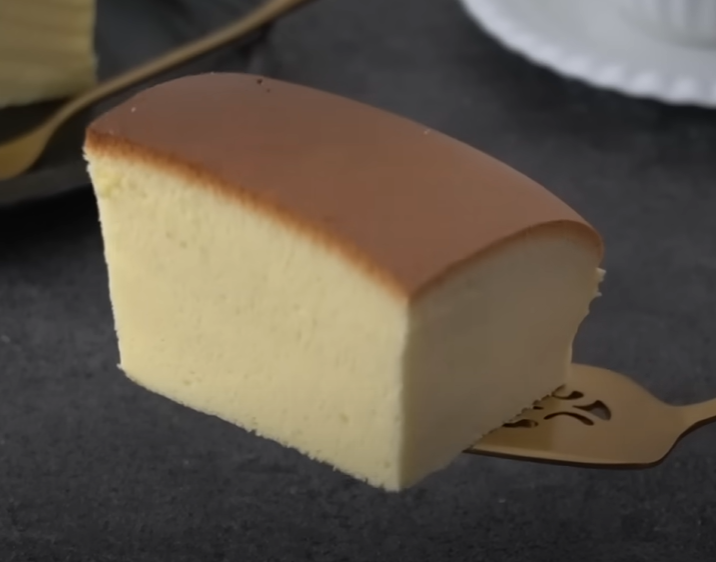
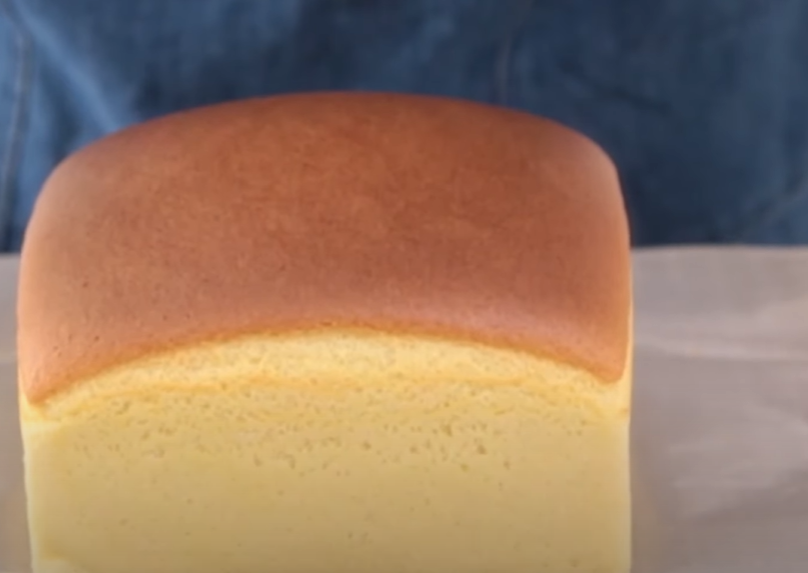
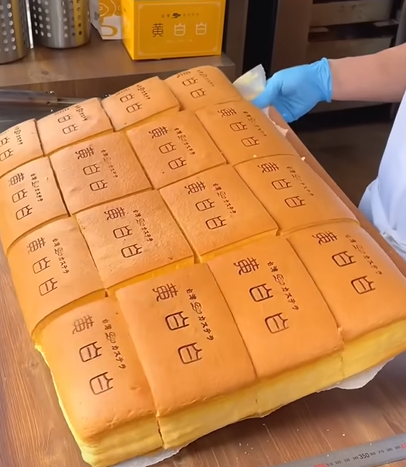